# Глувонемост
Глувонемост је хендикеп који се састоји у међусобно повезаној неспособности чујења и говора. Немост је, по правилу, последица урођене или рано стечене глувоће, што као резултат има блокирање развоја говора, с обзиром да дете није у стању да чује ни свој ни туђи говор, а то значи да не добија повратне информације неопходне за правилну артикулацију гласова и моделовање говора.